# Umberto Malvano
Umberto Malvano (Moncalieri, 17 luglio 1884 – Milano, 15 settembre 1971) è stato un calciatore, arbitro di calcio e dirigente sportivo italiano.
Da studente tredicenne di ginnasio partecipò alla fondazione della Juventus nel 1897, divenendone in seguito presidente.

## Carriera
Diciassettesimo figlio di Alessandro, deputato e assessore alle finanze del Comune di Torino, Malvano giocò per quattro stagioni tra i bianconeri prima di trasferirsi a Pavia per il servizio di leva. In Lombardia conobbe i dirigenti del Milan, che lo tesserarono come ala sinistra per la fortunata campagna agonistica del 1906 che sfociò nel secondo scudetto dei rossoneri, vinto proprio contro la Juventus: dopo gli insulti che ricevette nella trasferta al Velodromo Umberto I l'11 marzo, Malvano preferì non ripresentarsi quando, il 29 aprile, a Torino fu in programma lo spareggio per il titolo.
Finito l'impegno di leva col grado di tenente di complemento d'artiglieria, tornò a giocare con la Juventus fino al 1913.
Nel 1909 venne eletto Presidente del club per le due stagioni successive.
Laureatosi in ingegneria, mantenne i propri interessi a cavallo fra le due più ricche regioni italiane e la sua ampia rete di conoscenze gli permise di intercedere per ottenere, nel 1913, la provvisoria iscrizione della Juventus nel girone di Prima Categoria gestito dal Comitato Regionale Lombardo per le sole qualifiche regionali. Malvano fu poi anche arbitro e vicepresidente della FIGC.
Nel 1948 in occasione del 50º anniversario della F.I.G.C. fu insignito del titolo di pioniere del calcio italiano.
Nel 1956, a seguito delle voci che paventavano una fusione tra le due maggiori squadre cittadine, scrisse una lettera aperta al Presidente del tempo contro tale eventualità:
(Intervista a Umberto Malvano di Vladimiro Caminiti)
.
Morì a Milano il 15 settembre 1971.

## Palmarès

### Calciatore

#### Club

##### Competizioni nazionali
- Campionato italiano: 1

Milan: 1906

Individuale
Capocannoniere della Serie A: 1901 (4 reti)